# 若望-高德·蒂爾科特
若望-高德·蒂爾科特（英語：Jean-Claude Turcotte；1936年6月26日—2015年4月8日）是天主教加拿大籍司鐸級樞機及蒙特利爾總教區總主教。

## 生平
蒂爾科特於1936年6月26日在加拿大魁北克西南部的城市蒙特利爾出生。他於1959年5月24日在蒙特利爾總教區晉鐸。
他於1982年6月29日晉牧，並獲教宗若望·保祿二世任命為蒙特利爾總教區輔理主教，領蘇阿斯領銜教區主教銜。他於1990年3月17日升任蒙特利爾總教區總主教。
若望·保祿二世於1994年11月26日將他擢升為司鐸級樞機，領聖體之母及加拿大殉道聖人堂區司鐸銜。他於1997年至1999年間擔任加拿大主教團主席。他於2012年3月20日榮休，克里斯蒂安·雷平接任為蒙特利爾總教區正權總主教。
他在2015年4月8日在家鄉加拿大魁北克蒙特利爾去世。

## 牧徽

若望-高德·蒂爾科特樞機牧徽